# Otroci
Otroci (en serbe cyrillique : Отроци) est un village de Serbie situé dans la municipalité de Vrnjačka Banja, district de Raška. Au recensement de 2011, il comptait 497 habitants.

## Démographie

### Évolution historique de la population
| 1948 | 1953 | 1961 | 1971 | 1981 | 1991 | 2002 | 2011 |
| ---- | ---- | ---- | ---- | ---- | ---- | ---- | ---- |
| 849  | 888  | 852  | 761  | 698  | 627  | 543  | 497  |

|  |